# .pm
.pm este un domeniu de internet de nivel superior, pentru Saint-Pierre și Miquelon (ccTLD).